# Tesla Model Y
Tesla Model Y – elektryczny samochód osobowy typu crossover klasy średniej produkowany pod amerykańską marką Tesla od 2020 roku.

## Historia i opis modelu

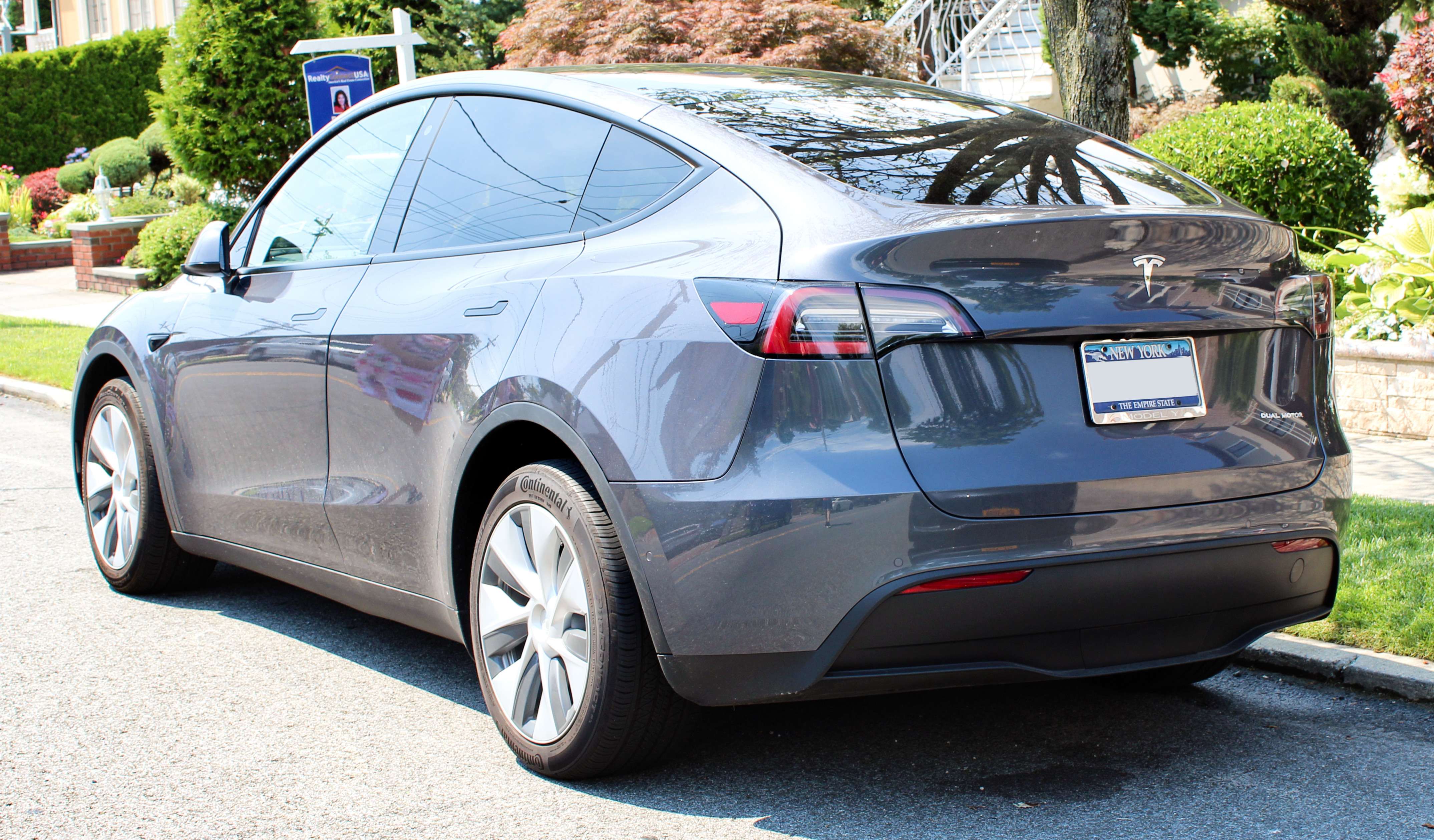
Tesla Model Y - tył

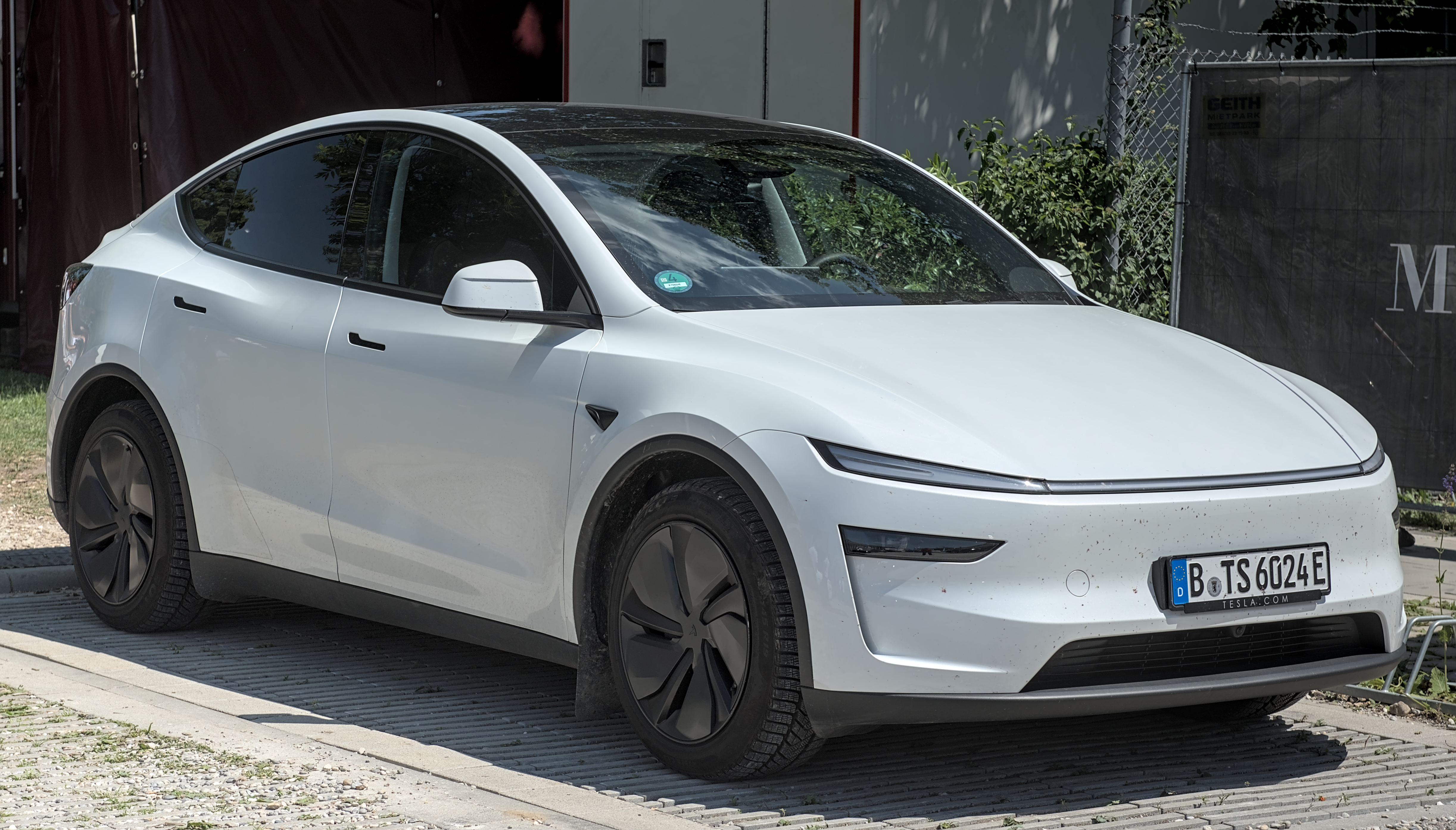
Tesla Model Y po liftingu

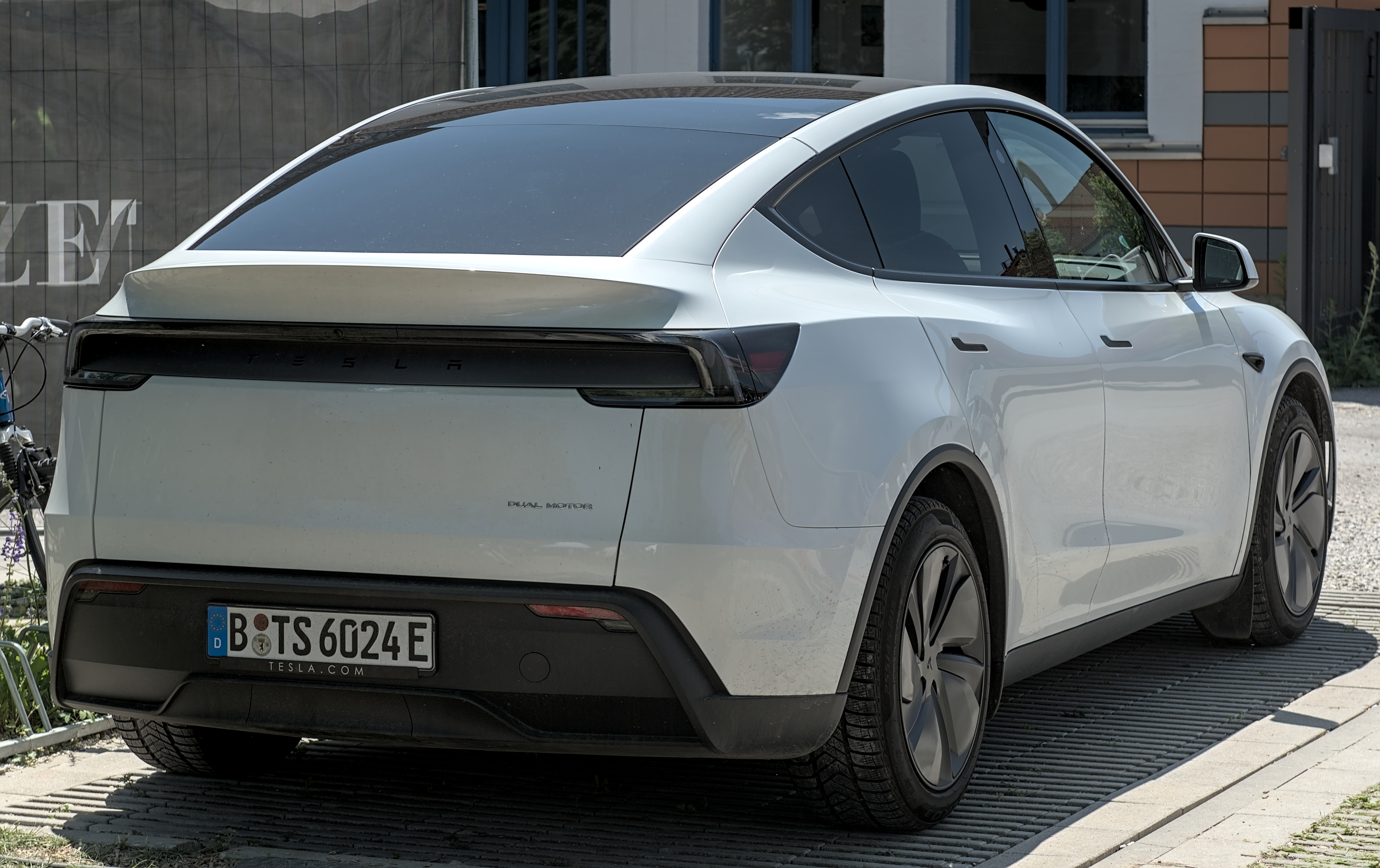
Tesla Model Y - tył po liftingu

W 2013 roku Tesla Motors złożyła wniosek o rejestrację znaku towarowego „Model Y”.   W 2015 roku Elon Musk pokazał teaser Modelu Y bazującego na Modelu 3 z drzwiami typu falcon-wing jak w Tesli Model X.  
W 2017 roku koncept Modelu Y został pokazany akcjonariuszom Tesli na dorocznym walnym zgromadzeniu w czerwcu. Elon Musk ogłosił wtedy, że Model Y będzie produkowany w nowej fabryce, ponieważ zakładano, że fabryka we Fremont nie będzie miała miejsca na inną linię produkcyjną.  
W czerwcu 2018 CEO Tesli przedstawił nowy koncept Modelu Y. W związku z nowym wizerunkiem ogłoszono, że Model Y zostanie oficjalnie zaprezentowany w marcu 2019 r.

### Premiera
14 marca 2019 Elon Musk zaprezentował Teslę Model Y na imprezie w studiu projektowym Tesli w Hawthorne w Kalifornii, gdzie ogłoszono specyfikacje i pokazano pojazd. Uczestnikom po prezentacji zaoferowano także jazdę próbną. 
Model Y jest pojazdem marki Tesla opartym na platformie sedana Model 3. Crossover Tesli oferuje opcjonalnie dwa miejsca w trzecim rzędzie siedzeń dając możliwość skonfigurowania samochodu nawet dla siedmiu pasażerów.
Elon Musk podczas premiery Modelu Y przedstawił cztery wersje różniące się pojemnością baterii oraz mocą układu napędowego: Standard Range, Long Range, Dual-Motor AWD oraz Performance. Obecnie dostępne do kupienia są dwie wersje Modelu Y - Long Range oraz Performace. Docelowo, wszystkie cztery wersje mają być dostępne w 2021 roku.

### Produkcja
Tesla pierwotnie ogłosiła podczas premiery plany montażu Modelu Y w planowanej fabryce Giga Nevada (wraz z baterią i układem napędowym), w przeciwieństwie do Modelu 3, w którym układy napędowe i akumulatory są montowane w Giga Nevada, a końcowy montaż jest prowadzony w fabryce Tesli w Fremont w Kalifornii. Dwa miesiące później, w maju 2019 r., Tesla zmieniła decyzję i zakomunikowała, że planuje przebudować linie produkcyjne w fabryce we Fremont, aby zrobić miejsce dla produkcji Modelu Y. Oprócz Fremont, Model Y ma być również montowany w Giga Shanghai w Chinach i Giga Berlin w Niemczech. 
Gigafactory znajdujące się we Fremont jest już w stanie produkować rocznie ok. 500 tys. aut (90 tys. Modeli S i X oraz 400 tys. Modeli 3 i Y). W związku z rozwojem produkcji Modelu Y, wolumen będzie się stopniowo zwiększał wraz z oddawaniem kolejnych linii produkcyjnych. Firma twierdzi, że do połowy 2020 roku produkcja Modeli 3 i Y powinna osiągnąć wielkość ok. 500 tys. szt. rocznie. Dodatkowo Giga Shanghai w Chinach jest już w stanie produkować ok. 150 tys. Modeli 3 rocznie, a Model Y będzie tam produkowany dopiero od 2021 roku. 

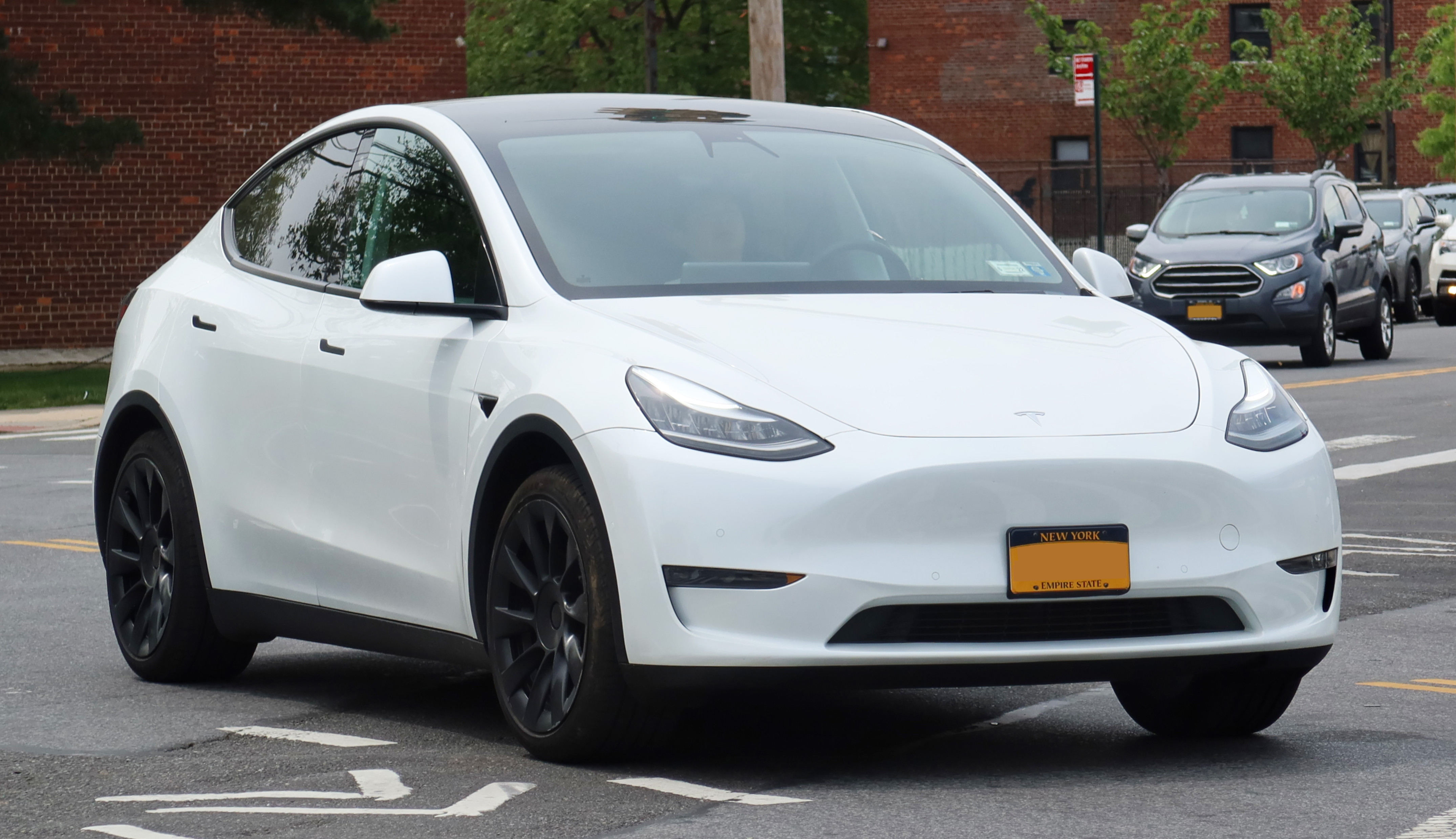
Tesla Model Y w Nowym Jorku

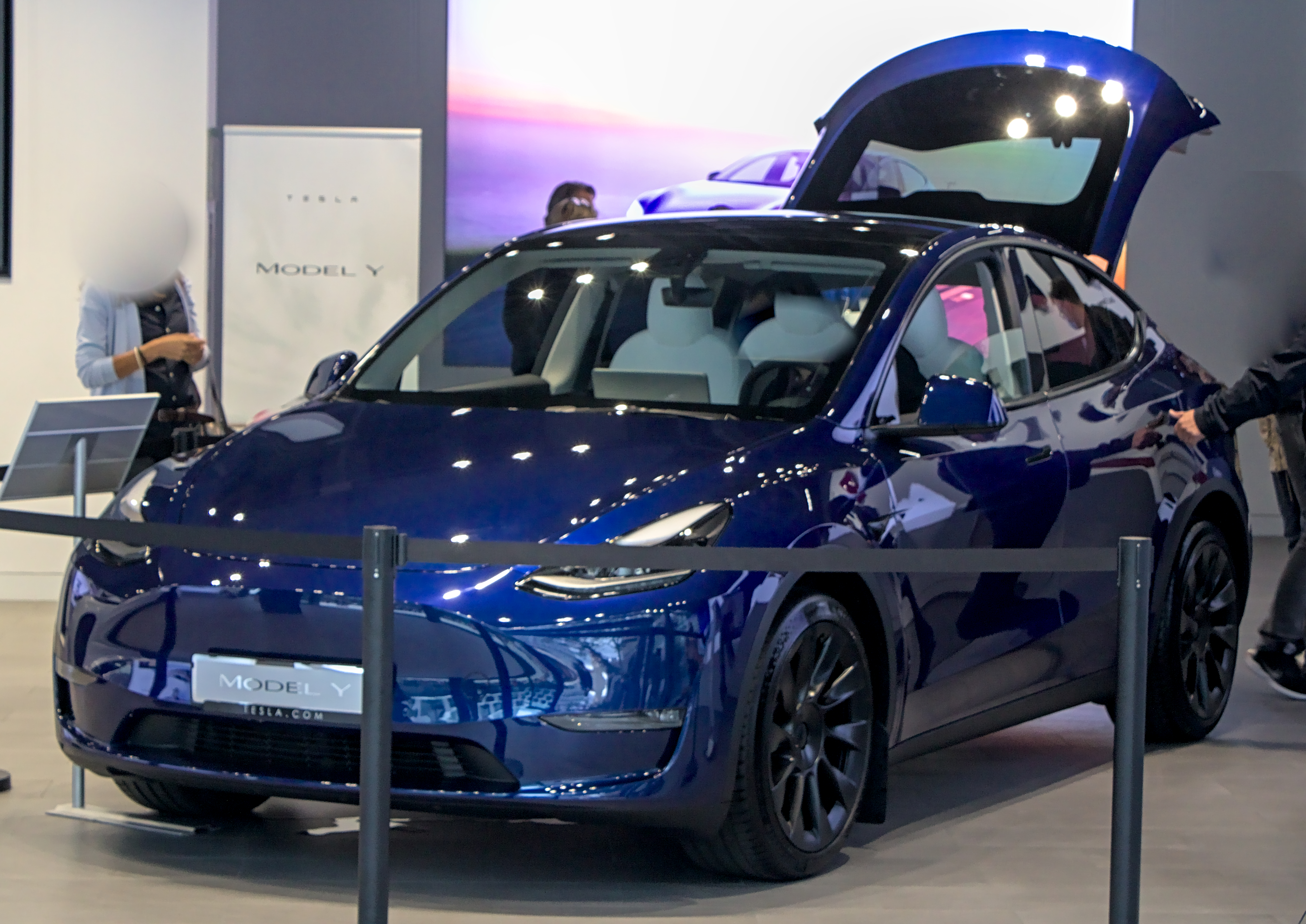
Tesla Model Y w Stuttgarcie

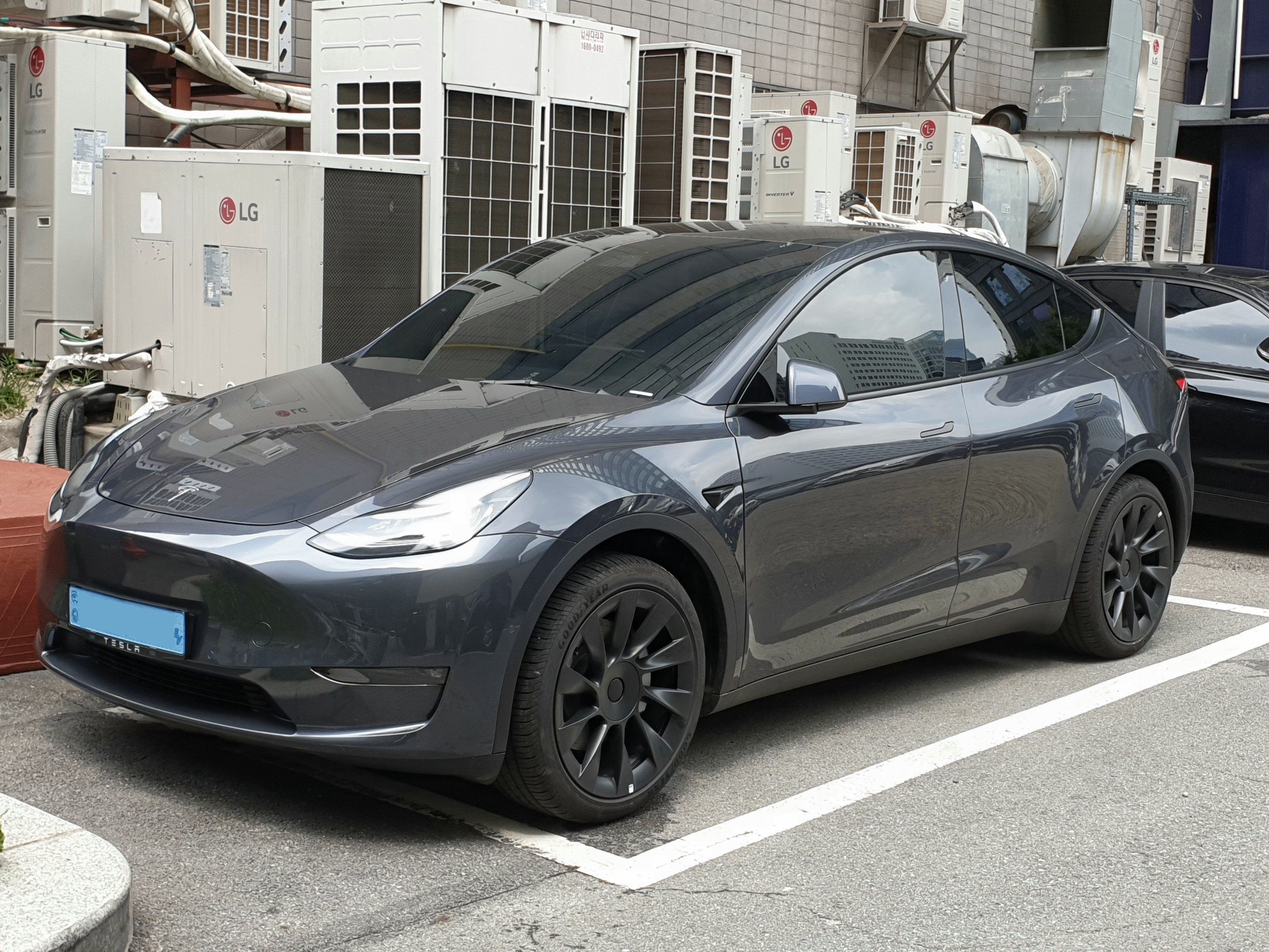
Tesla Model Y w Seulu

W listopadzie 2019 r. Tesla ogłosiła, że Model Y oraz Model 3 będą produkowane również poza USA - w pierwszej europejskiej gigafabryce Giga Berlin oraz w chińskiej fabryce Giga Shanhgai.  29 stycznia 2020 r. Tesla poinformowała o wynikach finansowych za czwarty kwartał 2019 r. Ponadto tego dnia firma ogłosiła, że produkcja Modelu Y jest na dobrej drodze do uruchomienia wcześniej niż zakładano oraz pierwsze dostawy modelu planowane są jeszcze na pierwszy kwartał 2020 roku. Dnia 13 marca 2020 r. Tesla dostarczyła pierwsze egzemplarze Modelu Y oraz opublikowała instrukcję obsługi auta, tzw. owner's manual. 

### Dane techniczne
| Bateria                             | Standard Range     | Long Range         | Dual Motor         | Performance        |
| Rodzaj napędu                       | RWD                | RWD                | AWD                | AWD                |
| ----------------------------------- | ------------------ | ------------------ | ------------------ | ------------------ |
| Cena podstawowa (rynek amerykański) | 39 000 USD         | 47 000 USD         | 51 000 USD         | 60 000 USD         |
| Zasięg (EPA)                        | 230 mil (370 km)   | 300 mil (483 km)   | 280 mil (451 km)   | 280 mil (451 km)   |
| Przyśpieszenie 0–60 mph (0-97 km/h) | 5,9 sekundy        | 5,5 sekundy        | 4,8 sekundy        | 3,5 sekundy        |
| Prędkość maksymalna                 | 120 mph (193 km/h) | 130 mph (209 km/h) | 135 mph (217 km/h) | 150 mph (241 km/h) |
| Przewidywana dostawa w USA          | Wiosna 2021 r.     |                    | Marzec 2020 r.     | Marzec 2020 r.     |
| Współczynnik oporu powietrza        | 0,23               | 0,23               | 0,23               | 0,23               |